# تو
تو هي كعكة جبن في المطبخ التبتي مصنوعة من زبدة الياك والسكر البني والماء محولَّة إلى فطيرة.